# تبليد الإحساس
تبليد الإحساس (بالإنجليزية: Obtundation)‏ هي درجة أقل من اليقظة (تغير في درجة الوعي) قد يكون سببه حالة طبية أو صدمة.
يمكن أن يظهر تبليد الإحساس في حالة أزمة فرط كالسيوم الدم.